# Feuille-morte du prunier
Odonestis pruni
Pour les articles homonymes, voir Feuille morte (homonymie).
Genre
Espèce
La Feuille-morte du prunier, Odonestis pruni, est une espèce d'insectes lépidoptères (papillons) appartenant à la famille des Lasiocampidae.
- Répartition : de l’Europe occidentale (sauf la Scandinavie et les Îles Britanniques) au Japon.
- Envergure du mâle : de 18 à 25 mm.
- Période de vol : de juin à août en une ou deux générations en fonction des régions.
- Habitat : forêts de feuillus, parcs, vergers.
- Plantes-hôtes : diverses espèces de feuillus.

## Sources
- P.C. Rougeot, P. Viette, Guide des papillons nocturnes d'Europe et d'Afrique du Nord, Delachaux et Niestlé, Lausanne 1978.
- Collectif d'entomologistes amateurs, Guide des papillons nocturnes de France : plus de 1620 espèces décrites et illustrées, Paris, Delachaux et Niestlé, 2007, 288 p. (ISBN 978-2-603-01429-5), p. 30, n°42.